# Iluminism

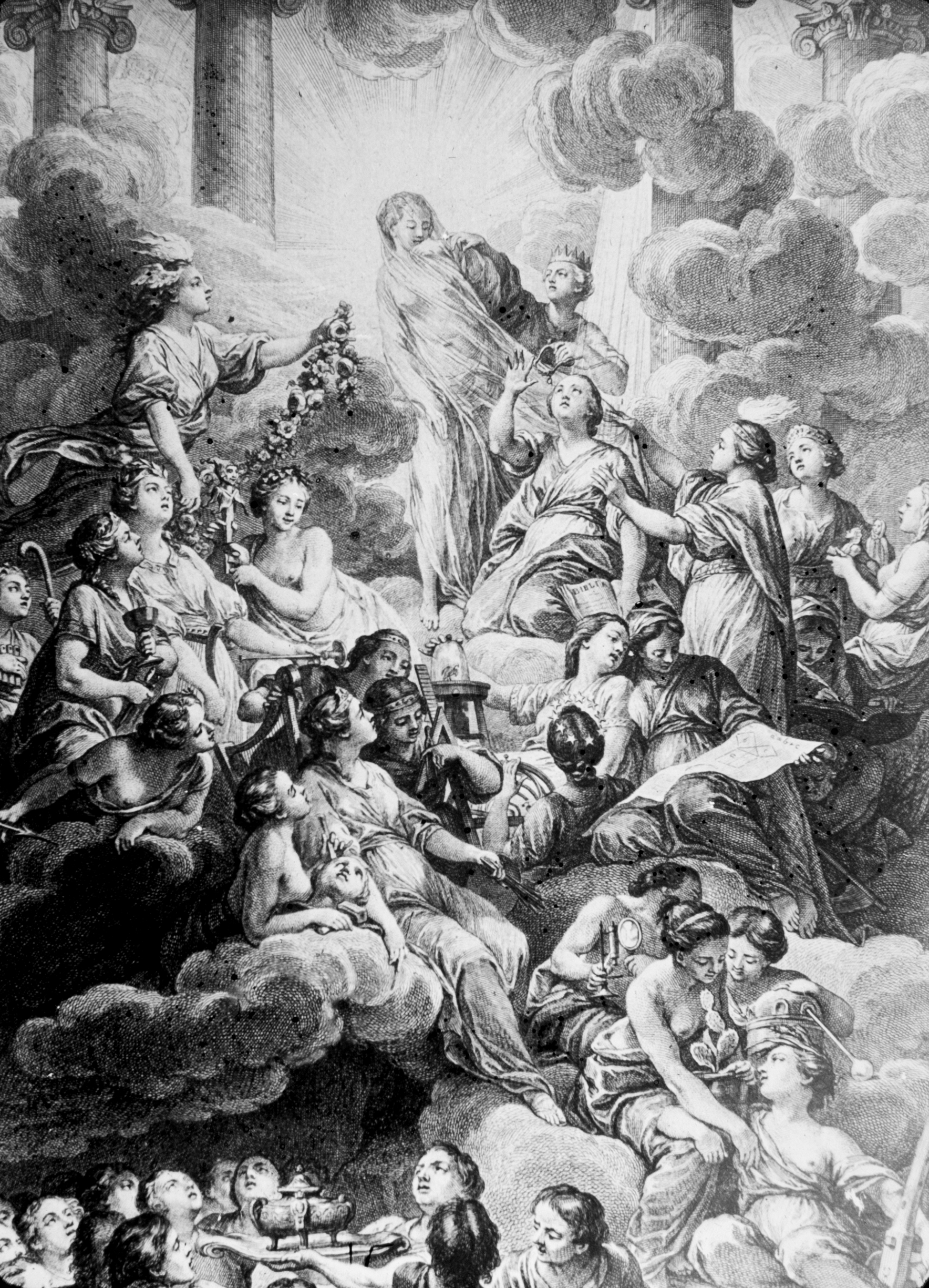
Frontispiciul Enciclopediei iluministe franceze - L’Encyclopédie ou Dictionnaire raisonné des sciences, des arts et des métiers, editată de Diderot și D’Alembert.

Iluminismul, numit și Epoca Luminilor sau Epoca Rațiunii, a fost o mișcare intelectuală, filozofică, ideologică și culturală, antifeudală, desfășurată în perioada pregătirii și înfăptuirii revoluțiilor din sec. XVII-XIX în țările Europei, ale Americii de Nord și ale Americii de Sud și având drept scop crearea unei societăți „raționale”, prin răspândirea culturii, a „luminilor” în mase (cf. Carp Maxim). 
Iluminismul, rezultat din curentul umanist al Renașterii, este o replică la adresa barocului, în încercarea de a înlătura dogmele religioase și de a propaga luminarea maselor pe baza experienței proprii. Unii consideră lucrarea lui Isaac Newton, Philosophiae Naturalis Principia Mathematica (1687), ca fiind prima mare lucrare iluministă. Istoricii francezi plasează, în mod tradițional, perioada iluminismului între 1715, anul încoronării lui Ludovic al XV-lea, și 1789, anul izbucnirii Revoluției Franceze care a marcat sfârșitul „Vechiului Regim”.

## Caracteristici generale
Iluminismul a pretins eliberarea ființei umane de sub tutela sa autoindusă. „Tutela este incapacitatea ființei umane de a-și folosi abilitățile cognitive în lipsa instrucțiunilor de la o altă persoană. Această tutelă este auto-indusă atunci când cauza sa nu rezidă în absența rațiunii, ci în absența hotărârii și a curajului de a lua hotărâri fără instrucțiuni de la o altă persoană”. Sapere aude, „îndrăznește să gândești”, este motto-ul Iluminismului (Immanuel Kant).
Acesta este termenul aplicat curentului de gândire din Europa și America secolului al XVIII-lea. Evenimentele științifice și intelectuale din secolul al XVII-lea – descoperirile lui Isaac Newton, raționalismul lui René Descartes, scepticismul lui Pierre Bayle, panteismul lui Benedict de Spinoza și empirismul lui Francis Bacon și John Locke – au promovat credința în legile naturale și în ordinea universală, precum și încrederea în rațiunea ființei umane și în abilitățile inovatoare ale acesteia care au reușit să influențeze întreaga societate a secolului al XVIII-lea.
Au existat multe și diverse curente de gândire, însă numai o serie de idei pot fi caracterizate drept pătrunzătoare și dominante. O abordare rațională și științifică a aspectelor religioase (conform vechii teorii și divergențe pe tema adevărului dublu), a problemelor de ordin social, politic și economic a promovat o viziune seculară asupra lumii și o orientare generală către progres și perfecționare. Principalii promotori ai acestor concepte au fost filosofii, care au popularizat și promulgat ideile noi pentru publicul larg. Acești "profeți" ai Iluminismului aveau o serie de atitudini de bază comune. Având o credință în rațiune care era de nezdruncinat, au căutat să descopere principii valabil universale care să guverneze umanitatea, natura și societatea, și să acționeze în baza acestora.
Au atacat în diverse feluri autoritatea de ordin religios și științific, dogmatismul, intoleranța, cenzura, precum și constrângerile economice și sociale. Considerau că statul este instrumentul adecvat și rațional al progresului. Raționalismul extrem și scepticismul epocii au condus în mod firesc la deism; aceleași calități au avut un rol important în determinarea reacției de mai târziu a romantismului. Reacționând la dogmatism, iluminismul a găsit un culoar favorabil într-o perioadă în care Biserica își pierduse autoritatea sa atotputernică de a impune ordinea socială cu aceeași fervoare și implicare precum în evul mediu și la începutul modernității. Conceptele filosofice din Franța mijlocului de secol al XVIII-lea au transformat perspectiva mecanicistă asupra universului într-o variantă revizuită radical a creștinătății, pe care au denumit-o deism.
Inspirându-se din descrierea newtoniană a universului ca fiind un imens ceas construit și pus în mișcare de către Creator, deiștii au promovat ideea conform căreia totul – mișcarea fizică, fiziologia ființei umane, politica, societatea, economia – își are propriul set de principii raționale stabilite de Dumnezeu, care ar putea fi înțelese de către ființele umane exclusiv prin intermediul rațiunii. Acest lucru însemna că lucrurile din lumea umană și din lumea fizică pot fi înțelese fără a aduce religia, misticismul sau divinitatea în ecuație. Deiștii nu erau atei; pur și simplu, afirmau că tot ceea ce se referea la universul fizic și la cel uman poate fi înțeles independent de aspectele sau explicațiile de ordin religios. Pentru un cadru istoric corect al secolului al XVIII-lea în Europa, cu privire la relația dintre autoritatea politică și religioasă și clasa superioară, trebuie să menționăm că, în Franța, Voltaire și aliații săi s-au străduit să impună valorile libertății și toleranței într-o cultură în care fortărețele gemene ale monarhiei și Bisericii constituiau opusul a tot ceea ce reprezentau aceste valori. Voltaire și-a dedicat o mare parte din timp atacului împotriva elementelor fundamentale ale religiei creștine: inspirația din Biblie, întruparea lui Dumnezeu în Isus Hristos, damnarea necredincioșilor. Kant a situat punctul forte al Iluminismului în principal în chestiunile ce țin de religie, întrucât conducătorii săi, așa cum a spus, "nu au nici un interes să joace rolul gardianului cu privire la arte și științe și, întrucât incompetența de ordin religios nu este numai cea mai dăunătoare, ci și cea mai degradantă din toate".
"Enciclopedia" lui Denis Diderot reprezintă chintesența spiritului Iluminismului, sau al Epocii Rațiunii, după cum i s-a mai spus. Având centrul la Paris, mișcarea a dobândit un caracter internațional prin faptul că s-a răspândit în saloane cosmopolite. Cei mai reprezentativi promotori ai Iluminismului s-au aflat în Franța: baronul de Montesquieu, Voltaire și contele de Buffon, baronul Turgot și alți fiziocrați, Jean-Jacques Rousseau, care a avut o influență foarte mare asupra romantismului. 
În Anglia, cafenelele și presa în curs de înflorire au stimulat critica politică și socială, precum comentariile urbane ale lui Joseph Addison și Sir Richard Steele. Jonathan Swift și Alexander Pope au fost satiriști conservatori cu o mare influență. Teoriile lansate de Locke cu privire la învățarea prin percepția senzorială au fost dezvoltate în continuare de către David Hume.
În Germania universitățile au devenit centre ale Iluminismului (Aufklärung). Gotthold Ephraim Lessing a lansat o religie naturală a moralității, iar Johann Gottfried von Herder a elaborat o filosofie a naționalismului cultural care se baza pe înrudirea culturală, de sânge și de limbă. Importanța primordială a individului, decurgând din incapacitatea omului de a-și folosi abilitățile cognitive în lipsa instrucțiunilor unei alte persoane, a format baza eticii lui Immanuel Kant. Printre reprezentanții italieni ai epocii, se numără Cesare Beccaria, Francesco Mario Pagano și Giambattista Vico. Țarul Petru I al Rusiei a anticipat curentul, iar împăratul Iosif al II-lea a fost prototipul despotului luminat. Alții de acest gen au fost Frederic al II-lea al Prusiei, Ecaterina a II-a a Rusiei și Carol al III-lea al Spaniei. Promotorii Iluminismului au fost adesea considerați răspunzători de Revoluția franceză. Cu siguranță, epoca Iluminismului poate fi văzută drept o linie majoră de demarcație pentru apariția lumii moderne.

## Caracteristici literare
Curent ideologic și cultural: promovarea raționalismului, caracter laic, antireligios, anticlerical, combaterea fanatismului și a dogmelor, răspândirea culturii în popor, literatura preocupată de problemele sociale și morale;
Teme și motive: «monarhul luminat», «contractul social», emanciparea poporului prin cultură;
Genuri și specii: liric, epic (povestire, nuvelă, roman), dramatic (tragedie, comedie);
Opere reprezentative: 
- Pierre Beaumarchais - Bărbierul din Sevilia (1775);
- Daniel Defoe - Robinson Crusoe (1719);
- Henry Fielding - Tom Jones (1749);
- Carlo Goldoni – Gondolierul (1753);
- Louis de Montesquieu – Scrisori Persane (1721);
- Jean-Jacques Rousseau – Noua Eloiză (1761);
- Jonathan Swift – Călătoriile lui Gulliver (1726);
- François Voltaire - Candid (1759).

## Iluminismul românesc

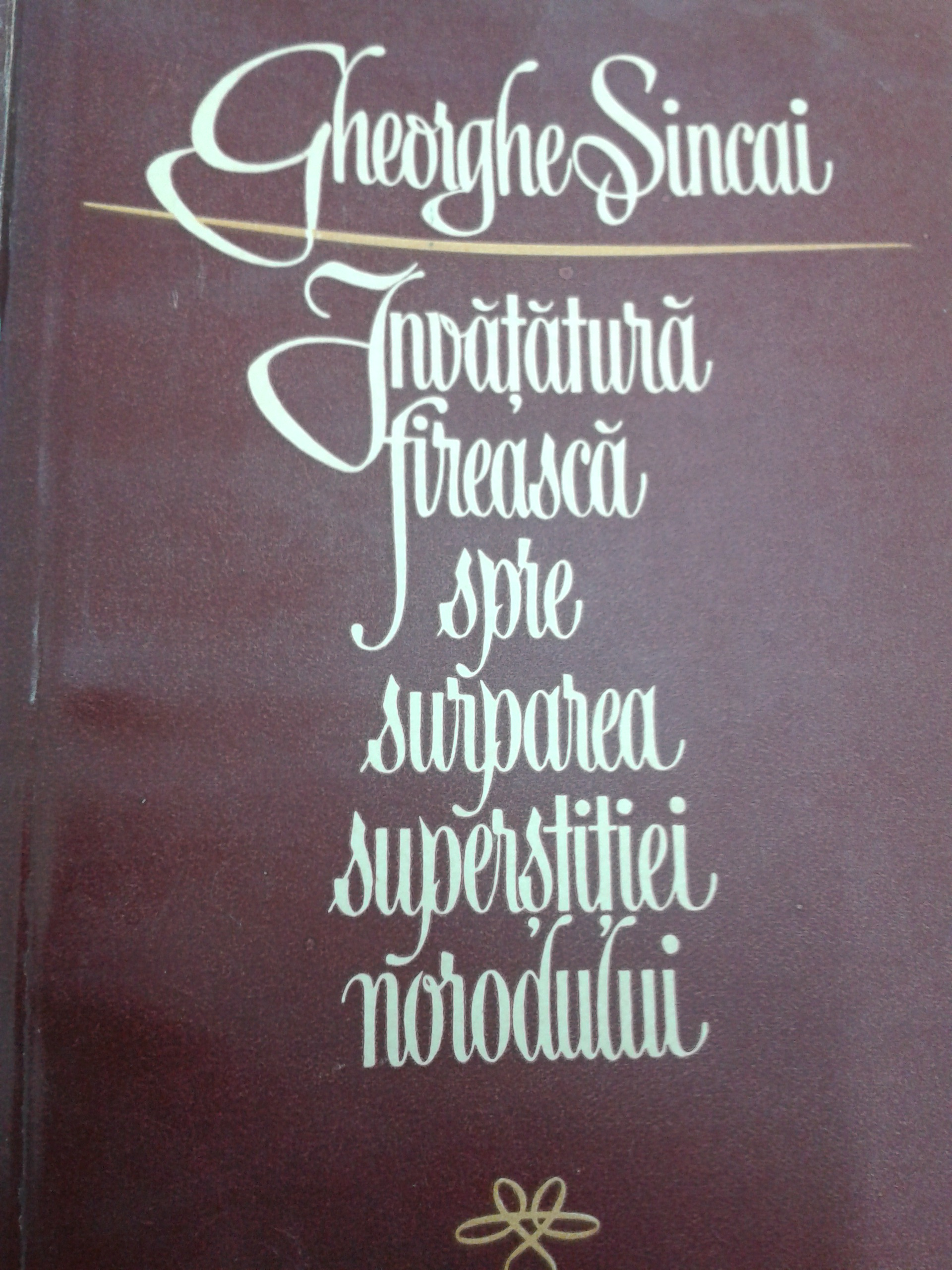
Gheorghe Șincai, Învățătură firească spre surparea superstiției norodului

Iluminismul românesc se identifică în mare măsură cu Școala Ardeleană și cu reverberațiile ei transcarpatine. Acest iluminism a stat în serviciul idealului național, la a cărui fundamentare a contribuit hotărâtor, prin demersul la istorie, la istoria limbii și a poporului. Iluminismul românesc va recurge, la rândul său, la argumentele istorice în favoarea unor revendicări politice.
Școala Ardeleană a pus în mișcare un amplu proces de afirmare națională și culturală a românilor din Transilvania în a doua jumătate a secolului al XVIII-lea și la începutul secolului al XIX-lea. Cărturarii acestui curent au combătut superstițiile, au popularizat știința și au adus argumente pentru afirmarea drepturilor românilor din Transilvania. Activitatea lor științifică s-a manifestat în plan didactic prin redactarea de manuale școlare, înființarea de școli și promovarea literaturii și științei. O vastă activitate în acest sens a desfășurat Gheorghe Șincai, directorul școlilor Bisericii Române Unite cu Roma. Acesta a redactat mai multe manuale școlare, inclusiv de aritmetică. Cartea Volksnaturlehre zur Dämpfung des Aberglaubens a superintendentului Johann Heinrich Helmuth (1732-1813) a fost sursa de inspirație a lui Șincai (1754-1816) pentru lucrarea Învățătură firească spre surparea superstiției norodului.
Cea mai reprezentativă operă literară realizată în spirit iluminist este epopeea Țiganiada de Ioan Budai-Deleanu, care pledează în sensul democrației.
Academiile domnești întemeiate în Țara Românească între 1678-1688, în Moldova la 1707, au reprezentat de asemenea focare de cultură în spațiul românesc. O altă formă de manifestare a spiritului iluminist a fost interesul pentru tipărirea de cărți. Între 1700 și 1800 s-au tipărit în Țara Românească 799 de cărți dintre care 617 în românește, iar 182 în grecește, latinește, slavă, etc. Procentul de carte laică a crescut necontenit, în dauna subiectelor religioase.
Printr-un jurnal de călătorie răspândește idei iluministe și Dinicu Golescu, luminatul boier muntean, care în "Însemnare a călătoriei mele", surprinde contrastele dintre civilizația țărilor vizitate și realitățile triste din patria sa.
În Țara Românească și în Moldova Chesarie Râmniceanul și Leon Gheuca răspândiseră idei iluministe datorate lecturilor din raționaliștii francezi și, în special, din Enciclopedia lui Denis Diderot.

## Figuri importante ale Iluminismului
| În Anglia : - David Hume - John Locke - Isaac Newton - Daniel Defoe - Jonathan Swift În Germania : - Immanuel Kant - Friedrich von Schiller - Gotthold Ephraim Lessing | În Franța : - Denis Diderot - D'Alembert - Montesquieu - Jean-Jacques Rousseau - Voltaire În Italia : - Cesare Beccaria - Francesco Mario Pagano - Giambatista Vico | În Transilvania : - Samuil Micu - Gheorghe Șincai - Petru Maior - Ion Budai Deleanu - Daniel Georg Neugeboren - György Aranka În Țările Române : - Ienăchiță Văcărescu - Anton Pann | În SUA : - Benjamin Franklin - Thomas Jefferson - Thomas Paine |

## Citate
„Trăim în climatul și secolul filosofiei și rațiunii, cele mai mari genii ale tuturor timpurilor își reunesc lecțiile spre a ne instrui... totul contribuie la perfecționarea înțelegerii noastre și la dăruirea fiecăruia dintre noi a tot ce poate să formeze și să cultive națiunea. Am devenit prin aceasta mai buni sau mai înțelepți?”—Jean-Jacques Rousseau 
„Sunt un bun cetățean, dar în oricare țară m-as fi născut, tot așa aș fi fost. Sunt un bun cetățean, fiindcă am fost întotdeauna mulțumit cu starea în care m-am aflat. Fiindcă am consimțit mereu soartei care mi-a fost hărăzită și nici n-am roșit vreo dată de ea, nici n-am pizmuit pe a altora.”—Montesquieu